# 新庄市立日新中学校
新庄市立日新中学校（しんじょうしりつ にっしんちゅうがっこう）は、山形県新庄市にある公立中学校。

## 沿革
- 1947年（昭和22年）4月1日 - 新庄市立日新小学校内に開校[1]

## 通学区域
- 新庄市立日新小学校学区[2]